# Patrik Dóža
Patrik Dóža (* 1993) ist ein tschechischer Unihockeyspieler, der beim schweizerischen Nationalliga-A-Verein UHC Uster unter Vertrag steht.

## Karriere
Dóža spielte bis 2012 in seiner Heimat, ehe er für Pixbo Wallenstam IBK in Schweden auf Torejagd ging. Nach zwei Saisonen im Norden wechselte er zurück zu Florbal Chodov. 2017 wurde er von Floorball Köniz in der Schweiz verpflichtet. 2019 wechselte Dóža zum Ligakonkurrenten HC Rychenberg Winterthur.